# 太上
太上（たいじょう）は、五胡十六国時代、南燕の君主慕容超の治世で使用された元号。405年10月 - 410年2月。

## 西暦・干支との対照表
| 太上 | 元年  | 2年   | 3年   | 4年   | 5年   | 6年   |
| 西暦 | 405年 | 406年 | 407年 | 408年 | 409年 | 410年 |
| 干支 | 乙巳  | 丙午  | 丁未  | 戊申  | 己酉  | 庚戌  |